# La frontera (film)
Pour les articles homonymes, voir La Frontera.
Pour plus de détails, voir Fiche technique et Distribution.
La frontera est un film chilien réalisé par Ricardo Larraín, sorti en 1991.

## Synopsis
Un professeur s'oppose au gouvernement et est contraint à l'exil.

## Fiche technique
- Titre : La frontera
- Réalisation : Ricardo Larraín
- Scénario : Jorge Goldenberg et Ricardo Larraín
- Musique : Jaime de Aguirre
- Photographie : Héctor Ríos
- Montage : Claudio Martinez
- Société de production : Cine XXI, Televisión Española, Ion Films, Filmocentro et Televisión Nacional de Chile
- Société de distribution : Médiathèque des Trois Mondes (France)
- Pays :  Chili et  Espagne
- Genre : Drame
- Durée : 120 minutes
- Dates de sortie : 
  -  Chili : 25 octobre 1991
  -  France : 20 septembre 1993

## Distribution
- Patricio Contreras : Ramiro Orellana
- Gloria Laso : Maite
- Héctor Noguera : le père Patrici
- Patricio Bunster : Don Ignacio
- Aníbal Reyna : le détective Robusto
- Sergio Hernández : le détective Delgado
- Elsa Poblete : Laura
- Sergio Madrid : Gutiérrez
- Joaquin Velasco : Hernán
- Griselda Núñez : Mme. Hilda

## Distinctions
Le film a été présenté en sélection officielle en compétition lors de Berlinale 1992.